# George Cameron
George Guthrie Cameron (17 de agosto de 1881 — novembro de 1968) foi um ciclista olímpico estadunidense. Representou sua nação em três eventos nos Jogos Olímpicos de Verão de 1908, em Londres.